# Seznam polkov po zaporednih številkah (1100. - 1149.)
Seznam polkov po zaporednih številkah - polki od 1100. do 1149.

## 1100. polk
Pehotni
- 1100. grenadirski polk (Wehrmacht)
- 1100. motorizirani strelski polk (ZSSR)

## 1102. polk
Pehotni
- 1102. grenadirski polk (Wehrmacht)

Artilerijski
- 1102. obalni artilerijski polk kopenske vojske (Wehrmacht)

## 1103. polk
Pehotni
- 1103. grenadirski polk (Wehrmacht)

Artilerijski
- 1103. obalni artilerijski polk kopenske vojske (Wehrmacht)

## 1104. polk
Pehotni
- 1104. grenadirski polk (Wehrmacht)

Artilerijski
- 1104. artilerijski polk (ZSSR)

## 1105. polk
Pehotni
- 1105. grenadirski polk (Wehrmacht)

Artilerijski
- 1105. artilerijski polk (ZSSR)

## 1108. polk
Pehotni
- 1108. strelski polk (ZSSR)

Artilerijski
- 1108. protitankovski artilerijski polk (ZSSR)

## 1110. polk
Pehotni
- 1110. Gurkha polk

Artilerijski
- 1110. topniški artilerijski polk (ZSSR)

## 1113. polk
Pehotni
- 1113. grenadirski polk (Wehrmacht)

Artilerijski
- 1113. protitankovski artilerijski polk (ZSSR)

## 1114. polk
Pehotni
- 1114. grenadirski polk (Wehrmacht)

Artilerijski
- 1114. šolski artilerijski polk (ZSSR)

Zračnoobrambni
- 1114. protiletalski artilerijski polk (ZSSR)

## 1117. polk
Pehotni
- 1117. grenadirski polk (Wehrmacht)

Zračnoobrambni
- 1117. gardni protiletalski raketni polk (Ruska federacija)

## 1118. polk
Pehotni
- 1118. grenadirski polk (Wehrmacht)

Zračnoobrambni
- 1118. protiletalski artilerijski polk (ZSSR)

## 1120. polk
Pehotni
- 1120. grenadirski polk (Wehrmacht)

Artilerijski
- 1120. šolski artilerijski polk (Ruska federacija)

## 1121. polk
Pehotni
- 1121. grenadirski polk (Wehrmacht)

Artilerijski
- 1121. topniški artilerijski polk (ZSSR)

Zračnoobrambni
- 1121. protiletalski raketni polk (ZSSR)

## 1124. polk
Pehotni
- 1124. grenadirski polk (Wehrmacht)
- 1124. strelski polk (ZSSR)

## 1127. polk
Pehotni
- 1127. grenadirski polk (Wehrmacht)
- 1127. polk, Pensilvanijski prostovoljci

## 1128. polk
Pehotni
- 1128. grenadirski polk (Wehrmacht)

Artilerijski
- 1128. protitankovski artilerijski polk (Ruska federacija)

## 1129. polk
Pehotni
- 1129. grenadirski polk (Wehrmacht)

Artilerijski
- 1129. havbični artilerijski polk (ZSSR)
- 1129. raketni polk (Ukrajina)

## 1131. polk
Pehotni
- 1131. grenadirski polk (Wehrmacht)

Zračnoobrambni
- 1131. protiletalski raketni polk (ZSSR)
- 1131. protiletalski raketni polk (Ruska federacija)

## 1132. polk
Pehotni
- 1132. grenadirski polk (Wehrmacht)

Zračnoobrambni
- 1132. šolski protiletalski raketni polk (ZSSR)

## 1133. polk
Pehotni
- 1133. grenadirski polk (Wehrmacht)

Zračnoobrambni
- 1133. šolski protiletalski raketni polk (ZSSR)

## 1135. polk
Pehotni
- 1135. grenadirski polk (Wehrmacht)

Zračnoobrambni
- 1135. protiletalski raketni polk (ZSSR)

## 1136. polk
Pehotni
- 1136. grenadirski polk (Wehrmacht)

Zračnoobrambni
- 1136. šolski protiletalski artilerijski polk (ZSSR)

## 1137. polk
Pehotni
- 1137. grenadirski polk (Wehrmacht)

Artilerijski
- 1137. gardni artilerijski polk (ZSSR)

## 1138. polk
Pehotni
- 1138. grenadirski polk (Wehrmacht)

Zračnoobrambni
- 1138. protiletalski raketni polk (ZSSR)

## 1140. polk
Pehotni
- 1140. grenadirski polk (Wehrmacht)

Artilerijski
- 1140. topniški artilerijski polk (ZSSR)

## 1141. polk
Pehotni
- 1141. grenadirski polk (Wehrmacht)

Artilerijski
- 1141. topniški artilerijski polk (ZSSR)

## 1143. polk
Pehotni
- 1143. grenadirski polk (Wehrmacht)

Zračnoobrambni
- 1143. protiletalski raketni polk (ZSSR)

## 1144. polk
Pehotni
- 1144. grenadirski polk (Wehrmacht)

Zračnoobrambni
- 1144. protiletalski raketni polk (ZSSR)

## 1145. polk
Pehotni
- 1145. grenadirski polk (Wehrmacht)

Artilerijski
- 1145. poljski artilerijski polk (ZDA)

## 1146. polk
Pehotni
- 1146. grenadirski polk (Wehrmacht)

Artilerijski
- 1146. havbični artilerijski polk (ZSSR)

## 1148. polk
Pehotni
- 1148. grenadirski polk (Wehrmacht)

Artilerijski
- 1148. protitankovski artilerijski polk (Ruska federacija)

## 1149. polk
Pehotni
- 1149. grenadirski polk (Wehrmacht)
- 1149. strelski polk (ZSSR)